# Pascal Ruffenach
Pour les articles homonymes, voir Ruffenach.
Pascal Ruffenach, né le 2 octobre 1959, est un éditeur français, président du directoire du groupe Bayard depuis 2017,. Il est également auteur de plusieurs romans.

## Biographie

### Formation
Après des études secondaires chez les Oratoriens, il passe ses années d'études à Paris en Hypokhâgne et Khâgne au lycée Condorcet puis achève une maitrise de lettres et un DEA de philosophie. Il effectue ensuite deux années de coopération en Chine du Sud avant de rentrer en France pour suivre le MBA d'HEC avec le désir de travailler dans l'édition.

### Parcours professionnel
Après ses études, il passe 4 ans chez Publicis puis Havas en tant que planneur stratégique. En 1992, il rencontre Yves et Mijo Beccaria, qui dirigent le groupe Bayard Presse. Il intègre le secteur Jeunesse de Bayard, en tant que directeur des rédactions de l'enfance et de la petite enfance.
En 1998, il est nommé directeur du secteur culture et religion de Bayard.
En 2002, il s’installe aux États-Unis, chargé des activités américaines de Bayard. 
En 2006, il devient directeur délégué de public jeunesse, puis prend la présidence du directoire de Bayard en 2017,. 
En 2023, il devient administrateur de Reporters d'Espoirs, association qui œuvre pour le journalisme de solutions. 

## Romans
- De ce côté du monde (1997, Stock)[5]
- De ce côté du ciel (2006, Bayard)
- L'hôpital maritime (2012, Seuil)
- Une femme à la mer (2014, Rivages)[6]
- Never Say (2018, L’Iconoclaste).